# Goya 1990
Die 4. Verleihung des Goya fand am 10. März 1990 im Palacio de Congresos in Madrid statt. Der spanische Filmpreis wurde in 21 Kategorien vergeben. Zusätzlich wurde ein Ehren-Goya verliehen. Als Gastgeber führten die Schauspieler Carmen Maura und Andrés Pajares durch den Abend.

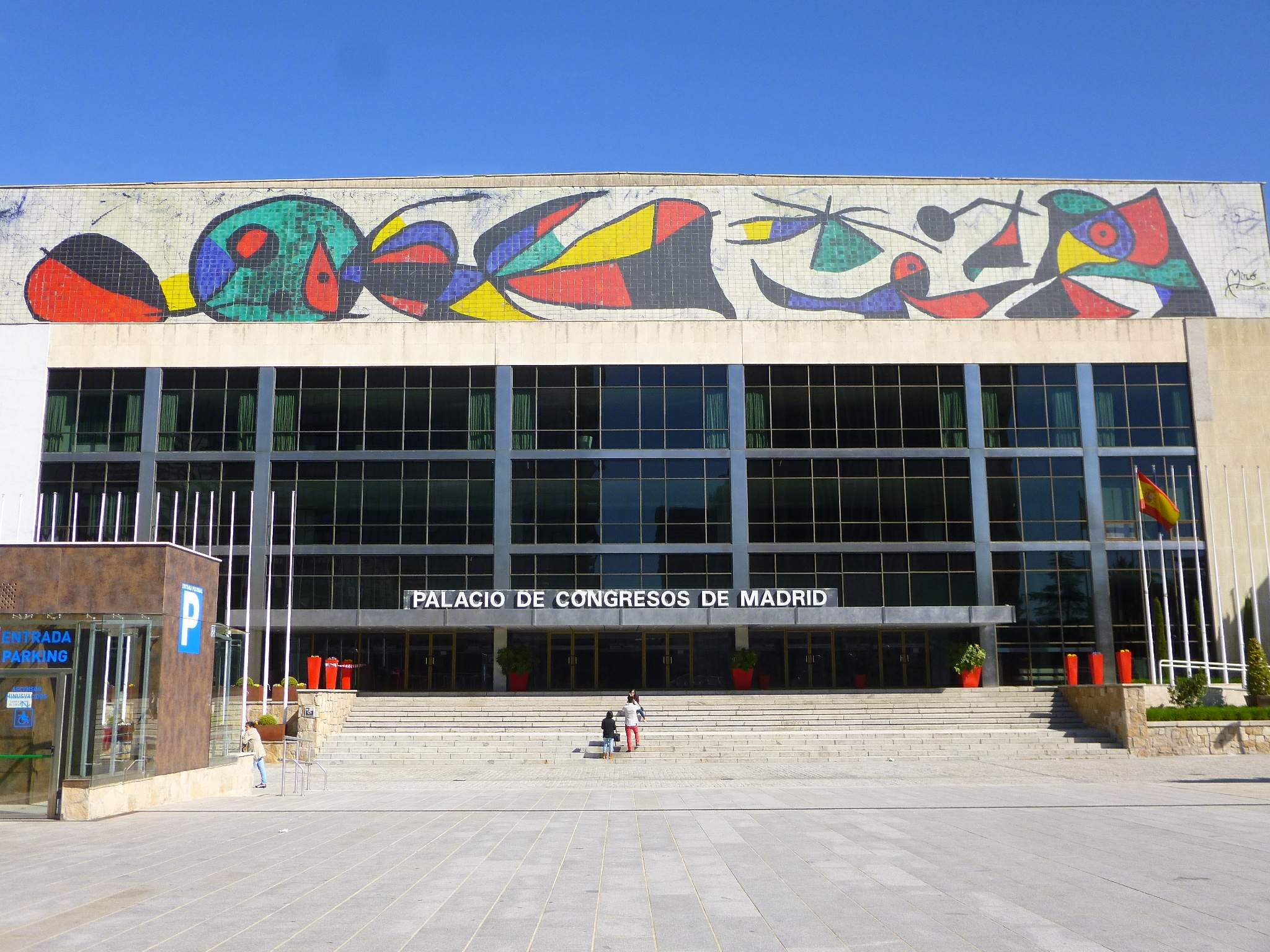
Der Palacio de Congresos, der Veranstaltungsort der Verleihung

## Gewinner und Nominierte
| Statistik (Filme mit mehr als einer Nominierung) N=Nominierung; A=Auszeichnung |    |   |
| Film                                                                           | N  | A |
| Esquilache                                                                     | 12 | 2 |
| Twisted Obsession                                                              | 11 | 6 |
| El niño de la luna                                                             | 10 | 3 |
| El mar y el tiempo                                                             | 10 | 2 |
| La noche oscura                                                                | 8  | 0 |
| Montoyas y tarantos                                                            | 7  | 2 |
| Si te dicen que caí                                                            | 7  | 1 |
| Die Dinge der Liebe                                                            | 7  | 0 |
| Bajarse al moro                                                                | 6  | 0 |
| El vuelo de la paloma                                                          | 5  | 0 |
| Amanece, que no es poco                                                        | 3  | 0 |
| El baile del pato                                                              | 2  | 0 |

### Bester Film (Mejor película)
Twisted Obsession (El sueño del mono loco) – Regie: Fernando Trueba
- El mar y el tiempo – Regie: Fernando Fernán Gómez
- El niño de la luna – Regie: Agustí Villaronga
- Esquilache – Regie: Joaquín Molina und Josefina Molina
- Montoyas y tarantos – Regie: Vicente Escrivá

### Beste Regie (Mejor dirección)
Fernando Trueba – Twisted Obsession (El sueño del mono loco)
- Vicente Aranda – Si te dicen que caí
- Fernando Fernán Gómez – El mar y el tiempo
- Josefina Molina – Esquilache
- Agustí Villaronga – El niño de la luna

### Beste Nachwuchsregie (Mejor dirección novel)
Ana Díez – Ander eta Yul
- Cristina Andreu – Brumal
- Isabel Coixet – Demasiado viejo para morir joven
- Teodoro Ríos und Santiago Ríos – Guarapo
- Xavier Villaverde – Continental

### Bester Hauptdarsteller (Mejor actor)
Jorge Sanz – Si te dicen que caí
- Juan Diego – La noche oscura
- Fernando Fernán Gómez – Esquilache
- Fernando Fernán Gómez – El mar y el tiempo
- Alfredo Landa – El río que nos lleva

### Beste Hauptdarstellerin (Mejor actriz)
Rafaela Aparicio – El mar y el tiempo
- Victoria Abril – Si te dicen que caí
- Ana Belén – El vuelo de la paloma
- Verónica Forqué – Bajarse al moro
- Ángela Molina – Die Dinge der Liebe (Las cosas del querer)

### Bester Nebendarsteller (Mejor actor de reparto)
Adolfo Marsillach – Esquilache
- Juan Echanove – El vuelo de la paloma
- Enrique San Francisco – El baile del pato
- Juan Luis Galiardo – El vuelo de la paloma
- Fernando Guillén – La noche oscura
- Manuel Huete – El vuelo de la paloma

### Beste Nebendarstellerin (Mejor actriz de reparto)
María Asquerino – El mar y el tiempo
- María Barranco – Die Dinge der Liebe (Las cosas del querer)
- Chus Lampreave – Bajarse al moro
- Amparo Rivelles – Esquilache
- Concha Velasco – Esquilache

### Bestes Originaldrehbuch (Mejor guion original)
Agustí Villaronga – El niño de la luna
- Rafael Azcona und José Luis García Sánchez – El vuelo de la paloma
- José Luis Cuerda – Amanece, que no es poco
- Jaime Chávarri, Fernando Colomo, Lázaro Irazábal und Antonio Larreta – Die Dinge der Liebe (Las cosas del querer)
- Manuel Iborra – El baile del pato

### Bestes adaptiertes Drehbuch (Mejor guion adaptado)
Fernando Trueba, Manolo Matji und Menno Meyjes – Twisted Obsession (El sueño del mono loco)
- Vicente Aranda – Si te dicen que caí
- Fernando Fernán Gómez – El mar y el tiempo
- Josefina Molina, Joaquín Oristrell und José Sámano – Esquilache
- José Luis Alonso de Santos, Joaquín Oristrell und Fernando Colomo – Bajarse al moro

### Beste Produktionsleitung (Mejor dirección de producción)
José López Rodero – Twisted Obsession (El sueño del mono loco)
- Marisol Carnicero – Esquilache
- Andrés Santana – El mar y el tiempo
- Andrés Santana – Bajarse al moro
- Francisco Villar, Jaime Fernández-Cid, Adolfo Cora, Chihab Gharbi und Selma Beccar – El niño de la luna

### Beste Kamera (Mejor fotografía)
José Luis Alcaine – Twisted Obsession (El sueño del mono loco)
- Juan Amorós – Esquilache
- Teodoro Escamilla – Montoyas y Tarantos
- Teodoro Escamilla – La noche oscura
- Jaume Peracaula – El niño de la luna

### Bester Schnitt (Mejor montaje)
Carmen Frías – Twisted Obsession (El sueño del mono loco)
- Pablo González del Amo – El mar y el tiempo
- Pablo González del Amo – Esquilache
- Pedro del Rey – La noche oscura
- José Antonio Rojo – Montoyas y Tarantos
- Raúl Román – El niño de la luna

### Bestes Szenenbild (Mejor dirección artística)
Ramiro Gómez und Javier Artiñano – Esquilache
- Francesc Candini – El niño de la luna
- Josep Rosell – Si te dicen que caí
- Luis Sanz – Die Dinge der Liebe (Las cosas del querer)
- Pierre-Louis Thévenet – Twisted Obsession (El sueño del mono loco)

### Beste Kostüme (Mejor diseño de vestuario)
Montse Amenos und Isidro Prunes – El niño de la luna
- Ana Alvargonzález – La noche oscura
- Marcelo Grande – Si te dicen que caí
- Alfonso López Barajas – Montoyas y tarantos
- José María García Montes und María Luisa Zabala – Die Dinge der Liebe (Las cosas del querer)

### Beste Maske (Mejor maquillaje y peluquería)
José Antonio Sánchez und Paquita Núñez – El niño de la luna
- Romana González und Josefa Morales – Montoyas y tarantos
- Romana González, José Antonio Sánchez, Mercedes Guillot und Josefa Morales – La noche oscura
- Juan Pedro Hernández und Jesús Moncusi – El mar y el tiempo
- Chass Llach und Poli López – Si te dicen que caí
- Jesús Moncusi und Gregorio Ros – Die Dinge der Liebe (Las cosas del querer)
- Paquita Núñez und José Antonio Sánchez – Twisted Obsession (El sueño del mono loco)

### Beste Spezialeffekte (Mejores efectos especiales)
Colin Arthur, Basilio Cortijo und Carlo De Marchis – Sirene I (La grieta) 
- Reyes Abades – Amanece, que no es poco
- Reyes Abades, Ángel Alonso, Basilio Cortijo und Emilio Ruiz del Río – El niño de la luna
- Reyes Abades – La noche oscura
- Christian Bourqui – Twisted Obsession (El sueño del mono loco)

### Bester Ton (Mejor sonido)
Antonio Bloch, Francisco Peramos und Manuel Cora – Montoyas y Tarantos
- Pablo Blanco, Eduardo Fernández und Georges Prat – Twisted Obsession (El sueño del mono loco)
- Carlos Faruolo und Enrique Molinero – Amanece, que no es poco
- Eduardo Fernández und Gilles Ortion – El mar y el tiempo
- Gilles Ortion und Carlos Faruolo – La noche oscura
- Miguel Ángel Polo und Enrique Molinero – Bajarse al moro

### Beste Filmmusik (Mejor música original)
Paco de Lucía – Montoyas y Tarantos
- Antoine Duhamel – Twisted Obsession (El sueño del mono loco)
- Pata Negra – Bajarse al moro
- José Nieto – Esquilache
- Gregorio García Segura – Die Dinge der Liebe (Las cosas del querer)

### Bester Kurzfilm (Mejor cortometraje de ficción)
El reino de Victor – Regie: Juanma Bajo Ulloa
- El número marcado – Regie: Juan Manuel Chumilla
- Kilómetro cero: La partida – Regie: Juan Luis Mendiaraz

### Bester Animationsfilm (Mejor película de animación)
Los cuatro músicos de Bremen – Regie: Palomo Cruz Delgado

### Bester ausländischer Film in spanischer Sprache (Mejor película extranjera de habla hispana)
Die Schöne vom Alhambra (La bella del Alhambra), Kuba – Regie: Enrique Pineda Barnet
- Aventurera, Venezuela – Regie: Pablo de la Barra

## Ehrenpreis (Goya de honor)
- Victoriano Cruz Delgado, Direktor des Instituto de Investigaciones y Experiencias Cinematográficas (I.I.E.C.)